# 弗里德里希·韦尔维奇
弗里德里希·马里·约瑟夫·韦尔维奇（德語：Friedrich Martin Josef Welwitsch；1806年2月25日—1872年10月20日）为奥地利植物学家及探险家。他在安哥拉发现了百岁兰（Welwitschia mirabilis）。